# Taza-Al Hoceïma-Taounate
Taza-Al Hoceïma-Taounate (arabisch جهة تازة الحسيمة تاونات, tamazight ⵜⴰⵎⵏⴰⴹⵜ ⵏ ⵜⴰⵣⴰ ⵍⵃⵓⵙⵉⵎⴰ ⵜⴰⵡⵏⴰⵜ Tamnaḍt n Taza Lḥusima Tawnat) war bis zur Verwaltungsreform von 2015 eine der 16 Regionen Marokkos und lag im Norden des Königreichs. Im gesamten Gebiet von Taza-Al Hoceïma-Taounate lebten 1.807.113 Menschen (Stand 2004) auf einer Fläche von insgesamt 24.155 km². Die Hauptstadt der Region war Al Hoceïma.
Die Region bestand aus folgenden Provinzen:
- Al Hoceïma
- Guercif
- Taounate
- Taza

Seit 2015 gehört die Provinz Guercif zur Region Oriental, Al Hoceïma zur Region Tanger-Tétouan-Al Hoceïma und Taounate und Taza zur Region Fès-Meknès.